# Minuto
Pour l’article homonyme, voir Martino Minuto.
Enrique Vargas González, plus connu sous le nom de « Minuto », né à Séville (Espagne) le 21 décembre 1870, mort le 20 juin 1930, est un matador espagnol.

## Le personnage
Il doit son surnom à sa petite taille. Il a laissé derrière lui la légende d'un personnage étrange, à l'intelligence vive, mais sans doute déséquilibré puisqu'il commet un meurtre pendant la Première Guerre mondiale, ce qui lui vaut d'être condamné aux travaux forcés. Puis il est gracié par la reine après l'intervention de Joselito et de Juan Belmonte. Mais il finit tristement sa vie à l'hospice, ruiné, sombrant dans la folie, après avoir accumulé scandales sur scandales.

## Carrière
Dès l'âge de quinze ans, il forme une cuadrilla avec des jeunes de son âge et dès le 30 novembre 1890, il prend son alternative à Séville avec pour parrain El Gallo. Sa confirmation d'alternative a lieu à Madrid le 17 mai 1892, avec pour parrain « Lagartijo » devant des taureaux de la ganadería Concha y Sierra.
Excellent technicien, particulièrement excentrique, on le considérait comme une curiosité du ruedo, et il était très apprécié par le public sans être pour autant un grand torero.
Il quitte le métier en 1899 pour ouvrir un café qui fait faillite rapidement, et il revient dans les arènes dès 1905. Mais il n'a plus la faveur du public. Il se tourne alors vers la France, où il torée à Bayonne, Arles, Nîmes. Sa prestation à Nîmes en 1894 est bonne ; en revanche celle de Bayonne en 1895, devant des taureaux de Camargue est un désastre.
Le sort s'acharne sur lui puisque le 18 août 1899, le sorteo qui n'était pas encore codifié, lui réserve les taureaux le plus lourds, insurmontables, contre lesquels il se bat avant d'échouer au moment de estocade, obligeant le puntillero à achever l'animal depuis le callejón, ce qui provoque un énorme scandale.